# Edmund Schücker
Edmund Schücker (soms ook: Schuecker of Schuëcker) (Wenen, 16 november 1860 – Bad Kreuznach, 9 november 1911) was een Oostenrijks componist, muziekpedagoog en harpist.

## Levensloop
Edmund Schücker is in harpkringen een welbekende naam. In 1888 werd hij onderscheiden als hofharpist van groothertog Willem Ernst van Saksen-Weimar-Eisenach. Een bepaalde tijd was hij ook professor aan het Conservatorium Leipzig. Na een carrière als harpsolist in Europa ging hij in 1891 naar de Verenigde Staten en was lid in verschillende orkesten. Vanaf 1891 was hij lid bij het Theodore Thomas' orchestra, wat later om benoemd werd in Chicago Symphony Orchestra en eveneens was hij in deze tijd professor aan het Chicago Conservatorium.
Hij trad als solist op tijdens het 37e jaarlijkse festival van het Worcester County (Massachusetts) op 27 september 1894 in de Mechanics Hall met een eigen werk Fantasie, voor twee harpen. Na een uitnodiging van Gustav Mahler ging hij in 1900 voor korte tijd naar Wenen aan de Hof-opera terug.
Van 1904 tot 1909 was hij harpist in het Philadelphia Orchestra en vanaf 1910 was hij harpist van het orkest van de Metropolitan Opera in New York.
Als componist schreef hij vooral werken voor "zijn" instrument, die ook vandaag nog verplicht studiemateriaal zijn aan conservatoria in de hele wereld. Zijn bekendste werk is de Mazurka in es klein, op. 12 voor harp.

## Composities

### Werken voor harmonieorkest
- Mazurka in es mineur, voor harp en harmonieorkest, op. 12 - bewerking door: Adi Rinner

### Werken voor kamermuziek
- Mazurka in es mineur, voor dwarsfluit en harp, op. 12

### Werken voor harp
- 1892 Wiegenlied, voor harp
- Barcarole, voor harp, op. 38
- Chanson Espanole, voor harp
- Études et Préludes, voor harp, 3 vol.
  1. 30 Etudes progressives
  2. 24 Préludes
  3. 18 Etudes de haut niveau
- Fantasia, voor harp
- Fantasie, voor twee harpen
- Remembrance of Worchester, voor twee harpen, op. 40
- Sammlung von Etüden für Harfe, op. 18
- R. Wagner’s Orchesterstudien für Harfe, 3 vol.